# El Xampanyet
El Xampanyet és un establiment situat al carrer de Montcada, 22 de Barcelona, catalogat com a de gran interès (categoria E2).

## Història
El 1898 hi ha documentada l'existència en aquest local d'una taverna i bodega de barri. El 1989 canvià de nom a Ca l'Esteve, però és conegut popularment com a El Xampanyet. Des del 1999 és regentat per Joan Carles Esteve, tercera generació de la família.

## Descripció
Es troba a la dreta del portal de l'escala de veïns i té una sola obertura, la qual està estructurada per fusta vidriera força senzilla, de tres batents, dos dels quals corresponen a la porta. Hi ha de forma fixa la mateixa estructura a sobre dels batents, com si fos la llinda de la porta. L'estructura està encaixada a l'obertura i arran de façana. Disposa d'una moderna fusta que ocupa l'espai de l'obertura amb el nom i la data de fundació de l'establiment.
Amb relació a l'interior, la decoració és força austera. Cal fer esment a alguns elements com la barra amb el taulell de marbre, una nevera de gel i l'arrambador de rajola ceràmica vidrada amb motius geomètrics situat gairebé a tots els murs perimetrals. Sobre un prestatge de fusta a la paret hi ha una bona col·lecció d'ampolles, sifons i bótes antigues.